# Ausstellungen der Photographie (1855–1915)
Um Fachleuten und einer interessierten Öffentlichkeit ihre photographischen Werke zugänglich zu machen, und um optische und chemische Unternehmen zu unterstützen, ihre neuesten Erzeugnisse photographischer Hilfsmittel zu präsentieren, wurden Ausstellungen für Photographie geschaffen.

## Geschichte

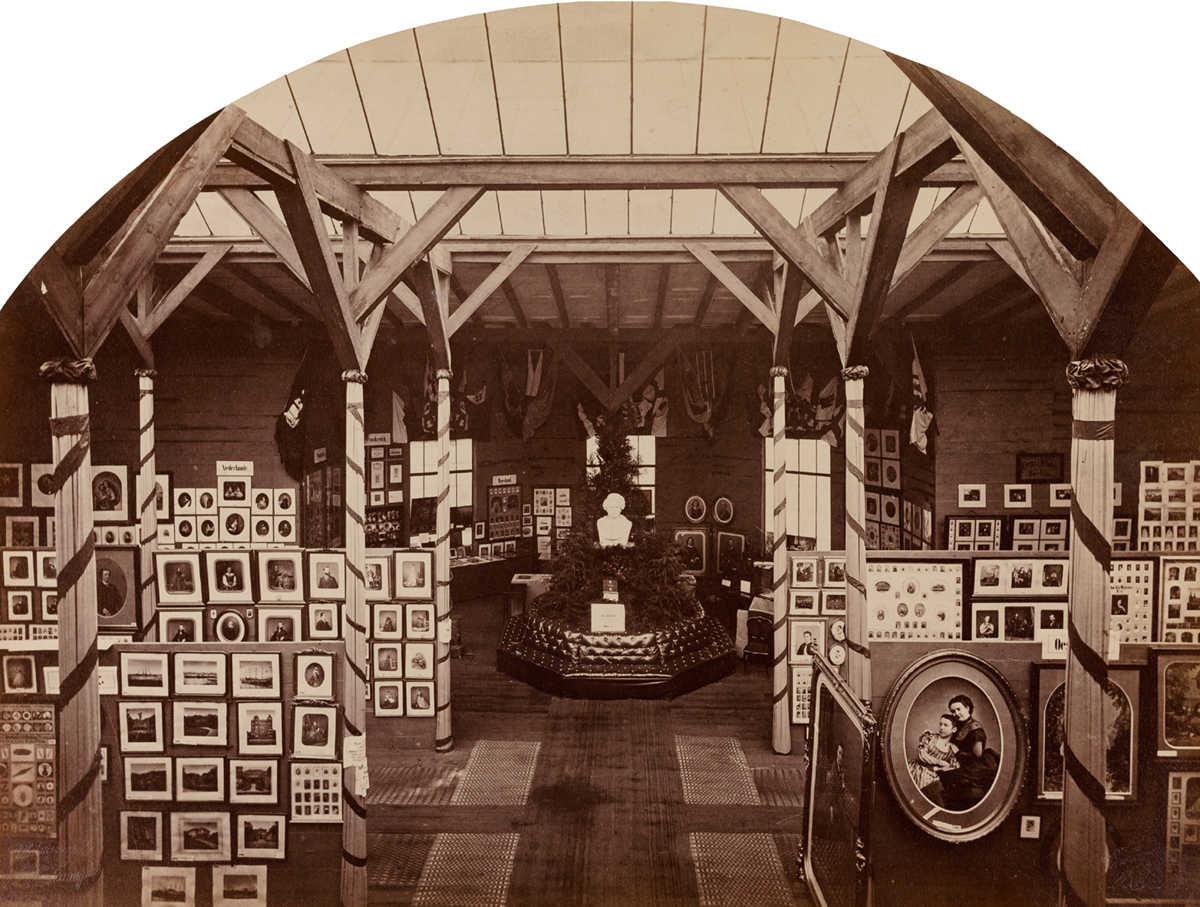
Ausstellung für Fotografie in Hamburg 1868, W. Champes

Eine wichtige Rolle spielten Preise und Auszeichnungen für herausragende Leistungen, die auf den Ausstellungen vergeben wurden. In der Zeit von 1855 bis 1915 zierten oft Abbildungen dieser Auszeichnungen die Rückseiten von Photographien und die Briefbögen von Unternehmen der optischen und chemische Industrie. Es war die Zeit, in der die Carte-de-Visite ihre größte Verbreitung fand.
Die Offenlegung des Patentes für ein optisches Verfahren zur dauerhaften Speicherung einer Abbildung durch Louis Daguerre im Jahr 1839 war der Beginn der sich sehr schnell entwickelnden Photographie. Zu Beginn investierten zahlreiche bis dato mittellose Künstler „ihr letztes Hab und Gut“ in die ersten Photoapparate und erhofften ein besseres Auskommen mit der Photographie von Personen zu haben, als sie es zuvor mit der Malerei hatten. Die Carte-de-Visite (CdV), die sich der französische Geschäftsmann André Disdéri fünfzehn Jahre später 1854 patentieren ließ, trug als preisgünstiges Angebot einer Photographie zur schnellen und weltweiten Verbreitung bei.
Mitte/Ende der 1850er Jahre wurden die ersten photographischen Vereine gegründet, in denen sich Photographen und an der Photographie Interessierte mit ständig neu auf den Markt kommenden technischen Hilfsmitteln beschäftigten und die Bilder anderer Photographen betrachteten. Zur gleichen Zeit erschienen die ersten Zeitschriften, die diese Entwicklungen aufmerksam beobachteten und darüber berichteten. Um die technische und künstlerische Entwicklung in der analogen/historischen Photographie anhand von Berichten von/über Ausstellungen nachvollziehbar zu gestalten, werden hier Daten von Ausstellungen und deren Erwähnungen/Berichte in den Zeitschriften aufgelistet.

## 1855–1869
| Jahr | Zeitraum                     | Ausstellung | Stadt     | Räumlichkeiten                                               | Veranstalter                                                                                 |
| ---- | ---------------------------- | --- | --------- | ------------------------------------------------------------ | -------------------------------------------------------------------------------------------- |
| 1854 | ab 1. Januar (2 Monate)      | 1. Ausstellung photographischer Bilder                                                                                         | London    |                                                              | Photographische Gesellschaft zu London (später umbenannt in Royal Photographic Society)      |
| 1855 | ab 23. April                 | Kunst und Industrie-Ausstellung Tentoonstelling van Photographie en Heliographie.                                              | Amsterdam |                                                              | Vereeniging Arti et Amicitiae, Vereeniging voor Volksvlijt Société international d’industrie |
|      | ab 15. Mai                   | 1. Ausstellung für Photographie 1. exposition de la Société française de photographie                                          | Paris     |                                                              | Société française de photographie                                                            |
|      |                              | 2. Ausstellung photographischer Bilder                                                                                         | London    |                                                              | Photographische Gesellschaft zu London                                                       |
| 1856 | ab 7. Januar                 | 3. Ausstellung der Photographie                                                                                                | London    |                                                              | Photographische Gesellschaft zu London                                                       |
|      | ab 23. August                | Industrie-Ausstellung mit Abteilung Photographie l’exposition des arts industriéls                                             | Brüssel   |                                                              |                                                                                              |
| 1857 | Mai                          | Industrie-Ausstellung | Breslau   |                                                              |                                                                                              |
|      |                              | 2. Ausstellung für Photographie 2. exposition de la Société française de photographie                                          | Paris     | Industrie Palast Palais de l’Industrie                       | Société française de photographie                                                            |
|      | ab 15. August                | Ausstellung zu Gemälden, Modellen und Kunstgegenständen mit einer photographischen Abteilung l’exposition des arts industriéls | Brüssel   |                                                              |                                                                                              |
| 1858 | 19. Mai bis 31. Juli         | Tentoonstelling van Photographie en Heliographie                                                                               | Amsterdam | Lokaal Vereeniging voor Volksvlijt op de Bloemmarkt          |                                                                                              |
| 1859 | 1. April bis 15. Juni        | 3. Ausstellung für Photographie 3. exposition de la Société française de photographie                                          | Paris     | Industrie Palast Palais de l'Industrie                       | Société française de photographie                                                            |
| 1860 | 1. Mai bis ?                 | 4. Ausstellung für Photographie                                                                                                | Paris     | Industrie Palast                                             | Société française de photographie                                                            |
|      | bis 18. März                 | Tentoonstelling van Photographie, Heliographie, enz.                                                                           | Amsterdam | Lokaal aan de Hooge Sluis W.664                              | Vereeniging voor Volksvlijt                                                                  |
|      | Januar                       | photographische Ausstellung | Edinburg  |                                                              | Photographische Gesellschaft von Schottland                                                  |
|      | 12. Januar – ?               | photographische Ausstellung | London    |                                                              |                                                                                              |
| 1861 | 1. Mai bis Ende September    | Industrie-Ausstellung | Paris     | Palais des Champs Elyseés                                    | Société française de photographie                                                            |
|      | 1. August bis ?              | Ausstellung zu Gemälden, Modellen und Kunstgegenständen mit einer photographischen Abteilung                                   | Brüssel   | Palast Ducal                                                 | Association des Arts Industrielle                                                            |
|      | September                    | Photographische Ausstellung | Marseille |                                                              |                                                                                              |
| 1862 |                              | Weltausstellung 14. Photographic Apparatus and Photography                                                                     | London    |                                                              | Her Majesty’s Commissioners                                                                  |
|      |                              | Photographische Ausstellung | Amsterdam |                                                              | Vereeniging voor Volksvlijt                                                                  |
| 1864 | 17. Mai bis 30. Juni         | 1. photographische Ausstellung                                                                                                 | Wien      | Dreher'sches Gebäude am Opernring                            | Photographische Gesellschaft                                                                 |
| 1865 | 15. Mai                      | Internationale photographische Ausstellung                                                                                     | Berlin    | Tonhalle in der Friedrichstraße                              | Photographischer Verein zu Berlin                                                            |
|      | 1. Mai bis 31. Juli          | 7. Ausstellung für Photographie                                                                                                | Paris     | Industrie Palast Palais de l'Industrie                       | Société française de photographie                                                            |
|      | 9. Mai bis 9. November       | Internationale Ausstellung | Dublin    |                                                              |                                                                                              |
|      | 1. August bis 15. Oktober    | Internationale photographische Ausstellung                                                                                     | Amsterdam | Industriepalast Paleis voor Volksvlijt                       |                                                                                              |
| 1867 |                              | Weltausstellung Photographien und photographische Apparate (Classe IX)                                                         | Paris     | Weltausstellungsgebäude Palais de l’Exposition Champ de Mars |                                                                                              |
|      | ab 21. November              | Erste Ausstellung von photographischer Arbeiten                                                                                | Hamburg   | Gr. Bleichen 31, früherem dänischen Postgebäude              | Photographischer Verein zu Hamburg                                                           |
| 1868 | ab 15. November              | Die Photographische Ausstellung in Hamburg oder 3. Photographische Ausstellung                                                 | Hamburg   | Hölzernes Gebäude nahe der Börse                             | Photographischer Verein zu Hamburg                                                           |
| 1869 | ab 1. Mai                    | 8. Ausstellung für Photographie                                                                                                | Paris     |                                                              | Société française de photographie                                                            |
|      | 6. bis 20. Juli              | Ausstellung für Photographie, Naturselbst- und Farbdruck Tentoonstelling van Photographie, Natuurzelfdruk en Kleurendruk       | Groningen | Akademiegebouw                                               |                                                                                              |
|      | 27. August bis 27. September | Industrie-Ausstellung der Ausstellung Altona 1869                                                                              | Altona    |                                                              |                                                                                              |
|      |                              | Ausstellung | Boston    |                                                              | National Photographic Association                                                            |
|      |                              | |           |                                                              |                                                                                              |

## 1870–1889
| 1870 | Im Februar                            | Allgemeine Industrie-Ausstellung für das Hauswesen                                                                                               | (C)[K]assel     |                                                   | |
|      | Mai bis August                        | 9. Ausstellung für Photographie | Paris           | Industrie Palast Palais de l’Industrie            | |
|      | Juni                                  | Ausstellung | Cleveland, Ohio |                                                   | |
| 1871 | 1. Mai bis 31. September [sic?]       | 1. Internationale Ausstellung von Werken der Kunst und Industrie                                                                                 | London          | Royal Albert-Hall                                 | |
|      | Juni                                  | Nationale photographische Ausstellung | Philadelphia    |                                                   | nationale photographische Association der Vereinigten Staaten                                                  |
|      | Juli                                  | Schwäbische Industrie-Ausstellung | Ulm             |                                                   | |
|      | 23. September bis 2.Oktober           | Photographische Ausstellung (zum Besten der Invaliden)                                                                                           | Hamburg         | Aula des Johanneum                                | Photographischer Verein zu Hamburg                                                                             |
| 1872 |                                       | 2. Internationale Ausstellung von Werken der Kunst und Industrie                                                                                 | London          |                                                   | |
|      |                                       | Polytechnische Ausstellung photographische Abteilung                                                                                             | Moskau          |                                                   | |
|      | Mai                                   | 4. jährliche Ausstellung | St. Louis       |                                                   | National Photographic Association                                                                              |
| 1873 |                                       | Photographische Ausstellung im Rahmen der Weltausstellung                                                                                        | Wien            |                                                   | |
|      | 21. Oktober bis 15. November          | 18. Photographische Ausstellung 18. Photographic Exhibition                                                                                      |                 |                                                   | Photographische Gesellschaft London Photographic Society of London                                             |
| 1874 | 1. Mai bis 31. Juli                   | 10. Ausstellung für Photographie | Paris           |                                                   | Société française de photographie                                                                              |
|      | 6. April bis 31. Oktober              | 4. Internationale Ausstellung von Werken der Kunst und Industrie                                                                                 | London          |                                                   | |
|      | Oktober                               | 19. Photographische Ausstellung |                 |                                                   | Royal Photographic Society                                                                                     |
| 1875 | April bis Mai                         | Photographische Ausstellung | Wien            |                                                   | |
|      | 15. Juli bis 15. September            | 1. Photographische Ausstellung | Brüssel         |                                                   | Cercle artistique e littéraire Association belge de photographie                                               |
| 1876 | Mai bis November                      | Ausstellung im Rahmen der Weltausstellung | Philadelphia    |                                                   | |
|      |                                       | 11. Ausstellung für Photographie | Paris           | Industrie Palast Palais de l'Industrie            | Société française de photographie                                                                              |
|      |                                       | Kunstgewerbliche Ausstellung | München         |                                                   | |
|      | 1. August bis 30. September           | 3. Ausstellung und Bazar für Kunstindustrie | Utrecht         |                                                   | |
|      | 15. Dezember bis Januar               | Ausstellung | Edinburgh       |                                                   | Photographische Gesellschaft von Edinburgh                                                                     |
| 1877 | 2. September bis 7. Oktober           | Ausstellung der vervielfältigenden Künste | Nürnberg        |                                                   | |
|      | 16. September bis 31. Oktober         | Kunstgewerbliche Ausstellung | Amsterdam       | Vereniging Arti et Amicitiae                      | Vereinigung der Photographen                                                                                   |
|      | 9. Oktober bis 15. November           | Photographische Ausstellung | London          | Galerie der Aquarellmaler                         | Photographic Society of Great Britain                                                                          |
| 1878 |                                       | Berliner Ausstellung | Berlin          |                                                   | 91 |
|      |                                       | Exposition universelle de 1878 Weltausstellung, Abt. Photographien und photographische Apparate (12. Classe)                                     | Paris           |                                                   | |
| 1879 | 8. bis 12. Juli                       | Technisch wissenschaftliche Ausstellung | Prag            | Säle auf der Sophieninsel                         | |
|      | 4. Oktober bis 13. November           | Photographische Ausstellung | London          |                                                   | Photographic Society of Great Britain                                                                          |
|      | 17. September bis 20. April 1880      | Sydney International Exhibition 1879 nicht anerkannte Weltausstellung                                                                            | Sidney          |                                                   | |
| 1880 | 1. Oktober 80 bis 31. März 81         | Melbourne International Exhibition 1880 (Weltausstellung) Internationale Ausstellung für Kunst-, Manufactur-, Ackerbau- und Industriegegenstände | Melbourne       |                                                   | |
|      | 1. bis 25. September                  | Ausstellung | Gent            | Universitätspalast                                | Chambre Syndicale Provinciale des Arts Industriels                                                             |
|      | 17. Dezember 1880 bis 15. Januar 1881 | Internationale Ausstellung von Photographien, photographischen Apparaten und Requisiten                                                          | Bristol         | Academy of Arts                                   | Bristol and West of England Amateur Photographic Association                                                   |
|      | ab. 20. September                     | photographische Ausstellung | St. Petersburg  |                                                   | Photographische Sektion der kaiserlich technologischen Gesellschaft                                            |
|      |                                       | National-Ausstellung | Brüssel         |                                                   | |
| 1881 | 12. Februar bis 15. Mai               | Internationale photographische Ausstellung | Wien            | Museum für Kunst und Industrie                    | Photographische Gesellschaft                                                                                   |
|      | 2. bis 7. August                      | Photographische Ausstellung und Wanderversammlung                                                                                                | Hamburg         |                                                   | Deutscher Photographen Verein                                                                                  |
|      | 8. Oktober bis 12. November           | Photographische Ausstellung | London          |                                                   | Photographic Society of Great Britain                                                                          |
| 1882 | 7. Oktober bis 11. November           | | London          |                                                   | Photographic Society of Great Britain                                                                          |
|      | 1. August bis 15. November            | Ausstellung | Triest          |                                                   | |
| 1883 | 17. Dezember bis 14. Januar 1884      | internationale Ausstellung | Bristol         | Academy of Arts                                   | |
|      | 15. August bis 1. Oktober             | 2. Exposition internationale de Photographie | Brüssel         | Palais des Beaux-Arts                             | |
| 1884 |                                       | photographische Ausstellung | Berlin          |                                                   | |
|      | 10. bis 15. September                 | Ausstellung | Frankfurt a. M. | Palmengarten                                      | |
|      | September                             | Ausstellung | Breslau         |                                                   | |
|      | Oktober                               | | London          |                                                   | Photographic Society of Great Britain                                                                          |
| 1885 |                                       | Ausstellung | Budapest        |                                                   | |
| 1887 | im Juli                               | internationale photographische Ausstellung | Florenz         |                                                   | |
| 1888 | 2. bis 15. Februar                    | Photographische Ausstellung | St. Petersburg  | Museum für angewandte Wissenschaften, (Salzdepot) | Amateur-Photographen                                                                                           |
|      | 15. September bis 25. Oktober         | Internationale Ausstellung von Amateurphotographien, photographischen Apparaten und Hilfsmitteln                                                 | Wien            | Museum für Kunst und Industrie                    | Club der Amateur-Photographen                                                                                  |
|      |                                       | Internationaler Wettbewerb der Wissenschaft und Künste zu Brüssel                                                                                | Brüssel         |                                                   | |
|      |                                       | | Melbourne       |                                                   | |
| 1889 |                                       | Gewerbe- und Industrie-Ausstellung zu Hamburg | Hamburg         |                                                   | |
|      | 19. August bis 15. September          | Photographische Jubiläums-Ausstellung | Berlin          | Kgl. Kriegsakademie                               | Deutsche Gesellschaft von Freunden der Photographie und Schlesische Gesellschaft von Freunden der Photographie |

## 1890–1899
| 1890 | 15. April bis Ende Mai        | Amateur–Photographische Ausstellung                                                                       | Budapest        | Landesverein für bildende Kunst                | |
|      | ab 1. Juli                    | Ausstellung von Amateur–Photographien                                                                     | Frankfurt a. M. | Galerie des Palmengarten                       | |
| 1891 | 4. Mai bis 14. Juni           | Internationale Ausstellung künstlerischer Photographien                                                   | Wien            |                                                | Club der Amateur-Photographen in Wien                                                                      |
|      | ab 6. März                    | Internationale photographische Ausstellung                                                                | Liverpool       |                                                | |
| 1892 | April bis September           | Internationale photographische Ausstellung                                                                | Paris           |                                                | |
|      | 2. bis 16. Oktober            | Ausstellung für Liebhaber-Photographien                                                                   | Bremen          | im Kaufhause                                   | |
| 1893 | ab 10. Juni                   | Internationale photographische Ausstellung                                                                | Lille           | Palais Rameau                                  | Photographische Gesellschaft zu Lille                                                                      |
|      | 21. August bis 21. September  | Internationale Sportausstellung mit Berücksichtigung der Photographie                                     | Scheveningen    |                                                | |
|      | 20. September                 | Jahresausstellung                                                                                         | Frankfurt a. M. | Palmengarten                                   | Verein zur Pflege der Photographie und verwandter Künste                                                   |
|      | 1. bis 31. Oktober            | Internationale Ausstellung von Amateur-Photographien                                                      | Hamburg         | Kunsthalle                                     | Amateur-Photographen-Verein Hamburg                                                                        |
|      |                               | Amateur-Photographen-Ausstellung                                                                          | Salzburg        |                                                | |
| 1894 | 10. bis 30. Januar            | 1. Internationale photographische Kunst-Ausstellung                                                       | Paris           |                                                | Photo-Club de Paris                                                                                        |
|      | 25. März bis 8. April         | Internationale photographische Ausstellung der Fortschritte der Photographie                              | Maastricht      |                                                | Momus |
|      | 1. Mai bis Oktober            | l'Esposizione Internationale di Fotografia Internationale Ausstellung                                     | Mailand         |                                                | Cercle de photographique de Milan                                                                          |
|      | 8. bis 31. Juli               | Exposition de internationale de photographie a Douai 1894                                                 | Douai/FR        |                                                | Société photographique du Nord de la France                                                                |
|      | 13. bis 28. April             | Photographic Exhibition                                                                                   | Newcastle/GB    |                                                | |
|      |                               | Weltausstellung                                                                                           | Antwerpen       |                                                | |
|      | 2. bis 10. Juni               | Internationale Ausstellung zur Beförderung der Photographie                                               | Groningen       |                                                | Amateur-Photographen-Verein „Daguerre“                                                                     |
|      | 15. August bis 1. September   | Internationale Ausstellung für Amateur-Photographie                                                       | Erfurt          | Gartenbauhalle                                 | Thüringer Gewerbe- und Industrie-Ausstellung                                                               |
|      | 14. Oktober bis 11. November  | Internationale Ausstellung für Amateur-Photographie                                                       | Hamburg         | Kunsthalle                                     | Amateur-Photographen-Verein Hamburg                                                                        |
|      | 21. August–?                  | Internationale photographische Gesellschaft                                                               | Genf            |                                                | |
| 1895 | 23. März bis 11. April        | 2. Internationale photographische Kunst-Ausstellung                                                       | Paris           |                                                | Photo-Club de Paris                                                                                        |
|      | 1. August bis 15. September   | Internationale Photographische Ausstellung alpinen Charakters                                             | Salzburg        |                                                | Deutscher und Österreichischer Alpenverein in Gemeinschaft Club der Amateur-Photographen in Salzburg       |
|      | 8. bis 22. September          | Internationale photographische Ausstellung                                                                | Amsterdam       |                                                | |
|      | 12. Oktober bis 17. November  | 3. Jahresausstellung der Gesellschaft zur Förderung der Amateur-Photographie in der Kunsthalle zu Hamburg | Hamburg         | Kunsthalle, Kupferstichkabinett                | Gesellschaft zur Förderung der Amateur-Photographie Hamburg (vormals: Amateur-Photographen-Verein Hamburg) |
|      |                               | Internationale photographische Amateur-Ausstellung                                                        |                 |                                                | Deutsche Gesellschaft von Freunden der Photographie Freie photographische Vereinigung                      |
| 1896 |                               | Ausstellung                                                                                               | Brüssel         | Cercle Artistique                              | Association belge de photographie                                                                          |
|      | 11. Februar bis 11. April     | Photographische Ausstellung                                                                               | Moskau          |                                                | Russische photographische Gesellschaft in Moskau                                                           |
|      | 16. bis 26. Mai               | Internationale Ausstellung zur Förderung der Photographie und verwandter Fächer                           | Haarlem         | Grosse Halle der „Societeit Vereeniging“       | Haarlemer Amateur-Photographen-Gesellschaft                                                                |
|      | 1. Mai bis 15. Oktober        | Photographie (Gruppe 17) auf der Berliner Gewerbeausstellung                                              | Berlin          |                                                | |
|      | September und Oktober         | Internationale Ausstellung für Amateur-Photographie                                                       | Berlin          | im neuen Deutschen Reichstagsgebäude           | |
|      |                               | 3. Internationale photographische Kunst-Ausstellung                                                       | Paris           | Oberlichtraum der Galerie des „Champs Elysées“ | Photo-Club de Paris                                                                                        |
|      | im September                  | Photographische Papier-Ausstellung                                                                        | München         |                                                | Süddeutsche Photographen-Verein                                                                            |
|      | 1. November bis 6. Dezember   | Internationale Ausstellung von Amateur-Photographien (Vierte Jahresausstellung)                           | Hamburg         | Kunsthalle                                     | Gesellschaft zur Förderung der Amateur-Photographie Hamburg                                                |
|      | im Dezember                   | Internationale photographische Ausstellung                                                                | Bristol         |                                                | |
|      |                               | Photographie auf Bayrische Landesausstellung                                                              | Nürnberg        |                                                | |
| 1897 | 15. bis 27. August            | Ausstellung von Amateur-Photographien in der Sächsisch-Thüringischen Industrie und Gewerbe-Ausstellung    | Leipzig         |                                                | Gesellschaft zur Pflege der Photographie in Leipzig                                                        |
|      | 18. September bis 31. Oktober | Internationale Ausstellung von Amateur-Photographien in der Kunsthalle (Fünfte)                           | Hamburg         | Kunsthalle                                     | Gesellschaft zur Förderung der Amateur-Photographie Hamburg in Hamburg                                     |
|      | 24. September bis 6. Oktober  | Internationale Ausstellung für Amateurphotographie                                                        | Flensburg       |                                                | |
| 1898 | bis 16. März                  | Die Ausstellung für Amateurphotographie in Reval (Russland).                                              | Reval           |                                                | |
|      | 19. März bis 7. April         | Ausstellung künstlerischer Photographien                                                                  | Berlin          | Oberlichtsaal der neuen Urania                 | |
|      | 27. April bis 14. Mai         | Internationale photographische Ausstellung                                                                | London          | Crystall Palace                                | Royal Photographic Society                                                                                 |
|      | Oktober und November          | Photographischer Salon                                                                                    | Philadelphia    |                                                | |
|      | April bis Oktober             | Esposizione generale Italiana                                                                             | Turin           |                                                | |
|      | 1. bis 31. Mai                | Ausstellung                                                                                               | Brüssel         |                                                | Association belge de photographie                                                                          |
|      | 28. Mai bis 13. Juni          | Internationale Ausstellung für Photographie                                                               | Nancy           |                                                | VII. Versammlung französischer photographischer Gesellschaften                                             |
|      | Juni                          | Ausstellung reproduzierender Künste                                                                       | München         | Kaisersaal                                     | |
|      | 17. September bis 30. Oktober | 6. Internationale Ausstellung von Kunstphotographieen in Hamburg                                          | Hamburg         | Kunsthalle                                     | Gesellschaft zur Förderung der Amateur-Photographie Hamburg                                                |
|      | Dezember                      | Ausstellung                                                                                               |                 |                                                | Liverpool Amateur Photographic Association                                                                 |
| 1899 |                               | Ausstellung künstlerische Photographie                                                                    | Berlin          | Hasenheide                                     | |
|      | Januar, Februar               | Leipziger Ausstellung für künstlerische Photographien                                                     | Leipzig         |                                                | |
|      | Februar                       | | Pittsburg       |                                                | |
|      | 1. April bis 31. Mai          | Nationale photographische Ausstellung                                                                     | Florenz         |                                                | Societa fotografica Italiana                                                                               |
|      | 15. Apr. bis 15. Mai          | Erste Ausstellung                                                                                         | Stockholm       | Kunstvereinigung                               | Fotografiska Föreningens Stockholm                                                                         |
|      | April und Mai                 | National and Industrial Exhibition Birmingham                                                             | Birmingham      |                                                | |
|      | 17. bis 26. Juni              | Ausstellung                                                                                               | Magdeburg       |                                                | Amateur-Photographen-Verein in Magdeburg                                                                   |
|      | Juni                          | Photographische Ausstellung                                                                               | Darmstadt       |                                                | Verein der Freunde der Photographie in Darmstadt                                                           |
|      | 2. bis 14. August             | Norddeutsche photographische Ausstellung (von Arbeiten ihrer Mitglieder)                                  | Hamburg         | Feensaal, Große Bleichen 32                    | Photographische Gesellschaft zu Hamburg-Altona, Schleswig-Holsteinische Photographen-Verein                |
|      | 25. August bis 8. Oktober     | 7. Internationale Ausstellung von Kunstphotographien                                                      | Hamburg         | Kunsthalle                                     | Gesellschaft zur Förderung der Amateur-Photographie Hamburg                                                |
|      | 19. bis 22. September         | Ausstellung des Deutschen Photographen-Vereins                                                            | Baden–Baden     |                                                | Deutscher Photographen–Verein                                                                              |
|      | 12. bis 30. September         | IV. Ausstellung des Süddeutsche Photographen-Vereins                                                      | Stuttgart       | städtische Gewerbehalle                        | Süddeutsche Photographen–Verein                                                                            |
|      | 25. Sept. bis 11. November    | Ausstellung                                                                                               |                 |                                                | Royal Photographic Society                                                                                 |
|      | bis 16. Oktober               | Allgemeine Sportausstellung                                                                               | München         |                                                | |
|      | Oktober                       | Ausstellung künstlerischer Photographien                                                                  | Dresden         | königliches Kupferstichkabinett                | Königl. Kupferstichkabinett, Max Lehrs                                                                     |
|      | 30. Dezember                  | Ausstellung                                                                                               | Lissabon        |                                                | Geographische Gesellschaft                                                                                 |
|      |                               | |                 |                                                | |

## 1900–1915
| 1900 | Februar                          | Ausstellung                                                                                  | Turin          | Pallazo del belle arte                                                      | Societa fotografica Subalpina                                               |
|      | ab 10. Februar                   | Jahresausstellung                                                                            | Edinburg       |                                                                             | Edinburg Photographic Society                                               |
|      | April                            | I. Wanderausstellung von künstlerischen Photographien                                        | Nürnberg       | Bayrisches Gewerbemuseum                                                    |                                                                             |
|      | Mai                              | Ausstellung der „Schlesischen Gesellschaft von Freunden der Photographie“ in Breslau         | Breslau        | Schlesische Kunst-Verein                                                    | Schlesischen Gesellschaft von Freunden der Photographie                     |
|      | 15. April bis 12. November       | Photographische Ausstellung im Rahmen der Pariser Weltausstellung                            | Paris          |                                                                             |                                                                             |
|      | Juni bis Juli                    | Ausstellung für wissenschaftliche Photographie                                               | Dresden        | Richterscher Kunstsalon                                                     | Dresdner Gesellschaft zur Förderung der Amateur-Photographie                |
|      | 24. Juli bis 31. August          | Jubiläums-Ausstellung (25-jähriges Jubiläum des Vereins)                                     | Frankfurt/M.   |                                                                             | Verein zur Pflege der Photographie und verwandter Künste in Frankfurt a. M. |
|      | 30. Juli bis 26. August          | 29. Wanderversammlung des Deutschen Photographen-Vereins                                     | Berlin         | Künstlerhaus                                                                | Deutsche Photographen-Verein                                                |
|      |                                  | Ausstellung                                                                                  | London         | Dudley Gallery                                                              | Photographic Salon                                                          |
|      | 1. Okt. bis 3. November          | 45. Jahresausstellung                                                                        | London         | New Gallery                                                                 | Royal Photographic Society                                                  |
|      | 1. bis 30. Dezember              | Achte Jahresausstellung der Gesellschaft von Mitgliedern der Amateur-Photographen in Hamburg | Hamburg        | Im Hause der Patriotischen Gesellschaft, anschließend bei Louis Bock & Sohn | Gesellschaft zur Förderung der Amateur-Photographie                         |
| 1901 | Februar                          | II. Wanderausstellung von künstlerischen Photographien                                       | Dresden        | Emil Richter Kunstsalon                                                     | Dresdner Gesellschaft zur Förderung der Amateur-Photographie                |
|      | 15. Februar bis 15. März         | Ausstellung                                                                                  | Wien           | Galerie Miethke                                                             | Camera-Club                                                                 |
|      | Februar                          | Ausstellung von Kunstphotographien                                                           | Leipzig        | Vereinsräume                                                                | Gesellschaft zur Pflege der Photographie in Leipzig                         |
|      | 16. bis 31. März                 | Photographie als Kunst                                                                       | Groningen      | Räume von „de Harmonia“                                                     | Amateur–Photographen–Vereinigung „Daguerre“                                 |
|      | 1. Mai bis 15. Juni              | Nordwestdeutsche photographische Ausstellung                                                 | Hannover       | Kunsthallen und Gewerbe–Verein                                              | Photographische Verein Hannover                                             |
|      | 12. bis 16. August               | 30. Wanderversammlung des Deutschen Photographen-Vereins                                     | Weimar         |                                                                             | Deutsche Photographen Verein                                                |
|      | 2. Mai – Oktober                 | Internationale Ausstellung                                                                   | Glasgow        | Kelvingrove Park                                                            |                                                                             |
|      | 19. Mai – 2. Juni                | Ausstellung                                                                                  | Brügge         |                                                                             | Photographischer Verein Brügge                                              |
|      | 30. September bis 2. November    | 46. Jahresausstellung                                                                        | London         | New Gallery                                                                 | Royal Photographic Society                                                  |
|      | 4. bis 9. November               | Jubiläumsausstellung der Photographischen Gesellschaft                                       | Wien           | k.u.k. graphische Lehr- und Versuchsanstalt                                 | Photographische Gesellschaft                                                |
|      |                                  | Salon                                                                                        | Paris          | vereinseigene Räumlichkeiten                                                | Phot-Club de Paris                                                          |
| 1902 | 27. März bis ?                   | Neunte Internationale Ausstellung der Gesellschaft zur Förderung der Amateurphotographie     | Hamburg        | Kunsthalle                                                                  | Gesellschaft zur Förderung der Amateur-Photographie                         |
|      | 15. April bis 1. Mai             | Ausstellung von Kunstphotographien                                                           | Hamburg-Altona | Altonaer Museum                                                             | Vereinigung von Amateurphotographen                                         |
|      | 15. Mai bis ?                    | Internationale Ausstellung für Amateur-Photographie                                          | Graz           | alte Universität                                                            |                                                                             |
|      | 2. August bis 8. September       | Internationale Ausstellung für Photographie und verwandte Industrien in Amsterdam            | Amsterdam      | Velox                                                                       | Nederlandsen Fotografenbond                                                 |
| 1903 | 8. bis 22. März                  | Kunstphotographische Ausstellung 1903 zu Hamburg                                             | Hamburg        | Restaurant „Alsterlust“                                                     | Freie Vereinigung von Amateur-Photographen zu Hamburg                       |
|      | 14. April bis 13. Juni           | Internationale Ausstellung                                                                   | St. Petersburg | Passage                                                                     | Petersburger Photographische Gesellschaft                                   |
|      | Mai bis Juni                     | Erste Internationale Ausstellung für künstlerische Bildnis-Photographie                      | Wiesbaden      |                                                                             |                                                                             |
|      | ab 17. August bis Ende September | Photographische Ausstellung                                                                  | Dresden        | Sonderpavillon                                                              | Deutsche Photographen–Verein                                                |
|      | 7. September bis ?               | Internationale Ausstellung für Photographie und Graphische Künste                            | Mainz          | Stadthalle                                                                  | u. a. Süddeutsche Photographen-Verein                                       |
|      | 26. September bis ?              | Zehnte internationale Ausstellung der Gesellschaft zur Förderung der Amateurphotographie     | Hamburg        | Kunsthalle                                                                  | Gesellschaft zur Förderung der Amateur-Photographie                         |
| 1904 | Februar                          | Photographien von Stuttgarter und Heilbronner Amateur-Photographen                           | Stuttgart      | Landesgewerbemuseum Stuttgart                                               | Heilbronner-Verein von Freunden der Photographie                            |
|      | 14. Juli – 30. September         | Photographische Ausstellung in Wien                                                          | Wien           | Österreichisches Museum für Kunst und Industrie                             | Photographische Gesellschaft in Wien                                        |
|      |                                  | Ausstellung für Amateur-Photographie zu Basel                                                | Basel          | Halle der Gewerbeschule                                                     |                                                                             |
| 1905 |                                  | Ausstellung des Deutschen Photographen-Vereins                                               | Darmstadt      |                                                                             |                                                                             |
|      | 1. bis 31. Oktober 1905          | Internationale Ausstellung photographischer Meisterwerke                                     | Bremen         | Bremer Kunsthalle                                                           | Photographische Gesellschaft                                                |
|      |                                  | Internationale Ausstellung künstlerischer Photographie                                       | Berlin         |                                                                             |                                                                             |
|      | April–Mai                        | VII. Internationale Ausstellung des Wiener Photoklubs.                                       | Wien           |                                                                             |                                                                             |
|      |                                  | Ausstellung des Wiener Photo–Klub                                                            |                |                                                                             |                                                                             |
| 1906 | Juli–September                   | Allgemeine photographische Ausstellung                                                       | Berlin         | Räumen des preussischen Abgeordnetenhauses                                  |                                                                             |
| 1909 | 1. Mai bis Mitte Oktober         | Internationale Photographische Ausstellung                                                   | Dresden        | Ausstellungspalast Dresden                                                  | Verein „Internationale Photographische Ausstellung 1909“                    |
| 1910 |                                  | Weltausstellung 1910                                                                         | Brüssel        |                                                                             |                                                                             |
| 1911 | 1. bis 15. Oktober               | Internationale Ausstellung für Bildnis und Figurenbild                                       | Hamburg        | Kunstverein                                                                 | Gesellschaft zur Förderung der Amateur-Photographie, Hamburg                |
| 1912 | 14.–28. Juli                     | Allgemeine Deutsche Photographische Ausstellung                                              | Heidelberg     |                                                                             |                                                                             |
|      |                                  |                                                                                              |                |                                                                             |                                                                             |

Legende
- Deutschsprachige Zeitschriften/Fachblätter:
  - Photographische Rundschau (PR),
  - Photographische Correspondenz (PC),
  - Photographische Mitteilungen, ZDB-ID 516917-3
  - Photographisches Journal (PJ), ZDB-ID 2718500-X
  - Photographisches Archiv (PA), ZDB-ID 2648964-8
  - Der Photograph (DP), ZDB-ID 505033-9
  - Das Atelier des Photographen ZDB-ID 516927-6
- Fremdsprachige Ausgaben:
  - Bulletin de la Société française de photographie (BSFP),
  - Journal of the Royal Photographic Society (JRPS),
  - Bulletin de l’Association belge de photographie (BABP).